# Lomechusa emarginata
Lomechusa emarginata är en skalbaggsart som först beskrevs av Gustaf von Paykull 1789.  Lomechusa emarginata ingår i släktet Lomechusa, och familjen kortvingar. Arten är reproducerande i Sverige.